# Dystrykt Południowy (Liban)
Dystrykt Południowy (arab. الجنوب, Al-Dżanub) – muhafaza w południowym Libanie.
Muhafaza dzieli się na trzy dystrykty:
- Kada Dżazzin
- Kada Sydon
- Kada Tyr